# رستم‌آباد بزرگ
رستم‌آباد بزرگ آخرین روستای شرق استان کرمانشاه از توابع شهرستان کنگاور و در مجاورت مرز بین استان های کرمانشاه و همدان است.
محل قبلی روستا با فاصله ۳ کیلومتر در جنوب غربی محل کنونی آن دارای آثار تاریخی و باستانی می‌باشد که در میراث فرهنگی کشور نیز به ثبت رسیده‌اند. دارای چشمه‌ها درختان کهن سالی است تفرجگاه مناسبی برای دوستداران تشکیل داده است.
دارای زیارتگاهی به نام دوازده امام است که بر فراز کوهی به همین نام قرار دارد.
جمعیت آن حدود ۶۰۰نفر می‌باشد 
دین اکثر مردم روستا (اهل حق) می‌باشد.
شغل اکثر مردم کشاورزی است و تعدادی نیز دارای ماشین‌های سنگین حمل ونقل می‌باشند.
دارای آب لوله کشی -برق - تلفن - و گاز کشی است 
مدرسه ابتدایی  دخترانه و پسرانه نیز دارد 
اما برای ادامه تحصیل در مقطع متوسطه به شهرستان کنگاور می‌روند .
از توابع شهرستان کنگاور دو روستا به نام رستم آباد وجود دارد یکی رستم آباد بزرگ (رحمت آباد) که شرح آن گذشت و دیگری رستم آباد کوچک که در جنوب غربی شهرستان کنگاور وجود دارد که به دلیل هم جوار بودن با روستای عباس آباد به رستم آباد عباس آباد هم مشهور می‌باشد.